# Palazzo Zorzi Galeoni
Palazzo Zorzi Galeoni is een renaissancepaleis in Venetië, gelegen in de wijk (sestiere) Castello. Het werd ontworpen door de Venetiaanse renaissancearchitect Mauro Codussi aan het einde van de 15e eeuw.

## Geschiedenis
Het paleis werd gebouwd voor de adellijke familie Zorzi, een oude Venetiaanse familie. Het ontwerp wordt toegeschreven aan Mauro Codussi, een van de eerste architecten die de renaissancestijl introduceerde in de Venetiaanse architectuur.
Het gebouw maakt deel uit van Codussi's latere werk en staat bekend om zijn harmonieuze gevel en klassieke proporties, typische kenmerken van zijn stijl.

## Huidig gebruik
Tegenwoordig huisvest het paleis het UNESCO-bureau voor Venetië – het Regionaal Bureau voor Wetenschap en Cultuur in Europa. UNESCO gebruikt het gebouw als uitvalsbasis voor programma’s ter bescherming van cultureel erfgoed in Europa en de Middellandse Zee.

## Architectuur
Het gebouw toont typische elementen van de vroege renaissance:
- Een symmetrische voorgevel
- Gebruik van Istrisch kalksteen
- Klassieke raamopeningen met halfzuilen en bogen
- Horizontale geleding van de gevel

Het is een voorbeeld van hoe Codussi renaissance-architectuur wist te integreren in de dichtbebouwde stedelijke structuur van Venetië.